# باشگاه فوتبال منچستر ۶۲
باشگاه فوتبال منچستر 62 (انگلیسی: Manchester 62 F.C.) یک باشگاه فوتبال جبل الطارق است که در لیگ فوتبال جبل الطارق بازی می‌کند.

## تاریخچه
این باشگاه در سال ۱۹۶۲ تأسیس شد و پس از اینکه مت بازبی، سرمربی سابق منچستریونایتد، به باشگاه اجازه استفاده از نام آنها را داد، به نام منچستریونایتد نامگذاری شد. این باشگاه در دسته اول لیگ جبل‌الطارق بازی می‌کند. این باشگاه از استادیوم ویکتوریا به عنوان زمین خود استفاده می‌کند.